# Henrique Araújo
Henrique Pereira Araújo (Funchal, 19 gennaio 2002) è un calciatore portoghese, attaccante del Benfica.

## Carriera

### Club
Cresciuto nel settore giovanile del Marítimo, nel 2018 si trasferisce in quello del Benfica; dopo aver giocato nella squadra riserve (con la quale esordisce tra i professionisti, nella seconda divisione portoghese) a partire dal 2020, esordisce in prima squadra il 29 gennaio 2022, disputando l'incontro della Taça da Liga perso per 1-2 contro lo Sporting Lisbona; un mese dopo ha esordito in Primeira Liga, giocando l'incontro perso per 1-2 contro il Gil Vicente. L'11 marzo successivo ha trovato la sua prima rete, realizzando il gol del definitivo 1-1 contro il Vizela. Nella stagione 2021-2022, anche dopo l'esordio in prima squadra, ha comunque continuato a giocare anche nelle giovanili (vincendo tra l'altro la UEFA Youth League 2021-2022) e nella squadra riserve.
Il 23 gennaio 2023 passa in prestito al Watford per tutta la durata della stagione.
L'11 luglio 2024 passa in prestito annuale all'Arouca, dopo un breve passaggio al Famalicão.

### Nazionale
Ha giocato nelle nazionali portoghesi Under-18, Under-19 ed Under-21.

## Statistiche

### Presenze e reti nei club
Statistiche aggiornate al 17 maggio 2025.
| Stagione         | Squadra          | Campionato       | Campionato | Campionato | Coppe nazionali | Coppe nazionali | Coppe nazionali | Coppe continentali | Coppe continentali | Coppe continentali | Altre coppe | Altre coppe | Altre coppe | Totale | Totale |
| Stagione         | Squadra          | Comp             | Pres       | Reti       | Comp            | Pres            | Reti            | Comp               | Pres               | Reti               | Comp        | Pres        | Reti        | Pres   | Reti   |
| ---------------- | ---------------- | ---------------- | ---------- | ---------- | --------------- | --------------- | --------------- | ------------------ | ------------------ | ------------------ | ----------- | ----------- | ----------- | ------ | ------ |
| 2020-2021        | Benfica B        | LdH              | 28         | 11         | -               | -               | -               | -                  | -                  | -                  | -           | -           | -           | 28     | 11     |
| 2021-2022        | Benfica B        | LdH              | 26         | 13         | -               | -               | -               | -                  | -                  | -                  | -           | -           | -           | 26     | 13     |
| 2022-gen.2023    | Benfica B        | LdH              | 6          | 4          | -               | -               | -               | -                  | -                  | -                  | -           | -           | -           | 6      | 4      |
| Totale Benfica B | Totale Benfica B | Totale Benfica B | 60         | 28         |                 | -               | -               |                    | -                  | -                  |             | -           | -           | 60     | 28     |
| 2021-2022        | Benfica          | PL               | 5          | 3          | CP+CdL          | 0+1             | 0               | UCL                | 0                  | 0                  | -           | -           | -           | 6      | 3      |
| 2022-gen.2023    | Benfica          | PL               | 5          | 0          | CP+CdL          | 2+2             | 0               | UCL                | 5                  | 2                  | -           | -           | -           | 14     | 2      |
| Totale Benfica   | Totale Benfica   | Totale Benfica   | 10         | 3          |                 | 5               | 0               |                    | 5                  | 2                  |             | -           | -           | 20     | 5      |
| gen.-giu. 2023   | Watford          | FLC              | 8          | 0          | FACup+CdL       | -               | -               | -                  | -                  | -                  | -           | -           | -           | 8      | 0      |
| 2023-2024        | Famalicão        | PL               | 20         | 0          | CP+CdL          | 1+0             | 0               | -                  | -                  | -                  | -           | -           | -           | 21     | 0      |
| 2024-2025        | Arouca           | PL               | 24         | 6          | CP+CdL          | 2+0             | 1+0             | -                  | -                  | -                  | -           | -           | -           | 26     | 7      |
| Totale carriera  | Totale carriera  | Totale carriera  | 122        | 37         |                 | 8               | 1               |                    | 5                  | 2                  |             | -           | -           | 135    | 40     |

## Palmarès

### Club

#### Competizioni giovanili
- UEFA Youth League: 1

Benfica: 2021-2022

#### Competizioni nazionali
- Supercoppa di Portogallo: 1

Benfica: 2025